# 94 (liczba)
94 (dziewięćdziesiąt cztery) – liczba naturalna następująca po 93 i poprzedzająca 95.

## W matematyce
- 94 jest liczbą półpierwszą[1]
- 94 jest liczbą bezkwadratową[2]
- 94 jest liczbą przylegającą[3]
- 94 jest liczbą deficytową[4]
- 94 jest liczbą niebędącą rozwiązaniem funkcji Eulera (ang. nontotient)[5]
- 94 jest liczbą wesołą[6]
- 94 jest liczbą Smitha[7]
- 94 nie jest liczbą palindromiczną, czyli liczbą czytaną w obu kierunkach, w pozycyjnych systemach liczbowych od bazy 2 do bazy 32
- 94 należy do jednej trójki pitagorejskiej (94, 2208, 2210).

## 94 w nauce
- liczba atomowa plutonu (Pu)
- galaktyka NGC 94
- obiekt na niebie Messier 94
- planetoida (94) Aurora
- małe ciało Układu Słonecznego 94P/Russell

## 94 w kalendarzu
94. dniem w roku jest 4 kwietnia (w latach przestępnych jest to 3 kwietnia). Zobacz też co wydarzyło się w roku 94, oraz w roku 94 p.n.e.